# Spelman College
Das Spelman College ist ein College in Atlanta im US-amerikanischen Bundesstaat Georgia. Es gilt als führend in der Ausbildung von Frauen afrikanischer Herkunft.

## Geschichte

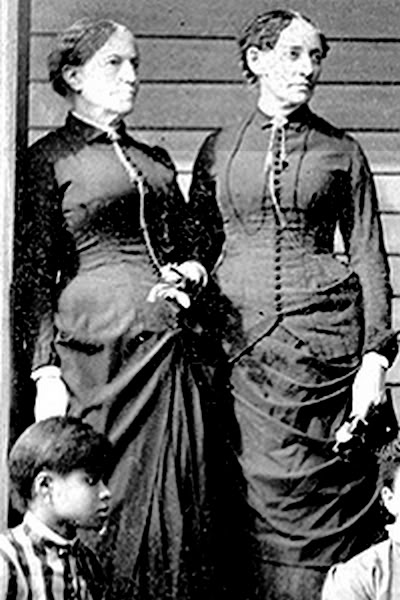
Harriet E. Giles und Sophia B. Packard, die Gründerinnen

Das Spelman College wurde 1881 von Sophia B. Packard und Harriet E. Giles als Atlanta Baptist Female Seminary im Keller einer Baptistenkirche gegründet. Zwei Jahre später zog die Schule auf das heutige Gelände mit zunächst fünf Gebäuden und wurde ein weiteres Jahr später in Spelman Seminary umbenannt. 1886 begann die Krankenschwesternausbildung und 1892 die Lehrerinnenausbildung. 1924 bekam die Schule den heutigen Namen Spelman College.
Die Studenten des Spelman College sind Frauen und überwiegend Afroamerikanerinnen. Etwa 85 Prozent der Studentinnen erhalten ein Stipendium. Das College gilt als selektiv mit einer Aufnahmerate von etwa 40 Prozent.
Es ist benannt nach Laura Spelman Rockefeller, der Frau von Hauptsponsor John D. Rockefeller.